# Batrachoseps gavilanensis
Espèce
Statut de conservation UICN

 LC  : Préoccupation mineure
Batrachoseps gavilanensis est une espèce d'urodèles de la famille des Plethodontidae.

## Répartition
Cette espèce est endémique de Californie aux États-Unis. Elle se rencontre du Santa Cruz jusqu'aux comtés de San Luis Obispo et de Kern jusqu'à 1 524 m d'altitude dans les chaînes côtières méridionales.

## Description
Batrachoseps gavilanensis mesure de 39 à 47 mm pour les mâles et de 39 à 51 mm pour les femelles.

## Étymologie
Son nom d'espèce, composé de gavilan et du suffixe latin -ensis, « qui vit dans, qui habite », lui a été donné en référence au lieu de sa découverte, les monts Gavilan.

## Publication originale
- Jockusch, Yanev & Wake, 2001 : Molecular phylogenetic analysis of slender salamanders, genus Batrachoseps (Amphibia: Plethodontidae), from central coastal California with descriptions of four new species. Herpetological Monographs, vol. 15, p. 54-99.